# SSX 3
SSX 3 är ett snowboardspel publicerat av Electronic Arts och utvecklat av EA Sports BIG, som släpptes mot slutet av 2003. Det är det tredje spelet i SSX-serien, och stöder THX.

## Spelkänsla
Till skillnad från de två föregående spelen i serien har SSX 3 inte banor som man låser upp, utan spelet har tre berg som man ska klara. I SSX 3 har man inte "show-off", utan har istället "half-pipe", "big air" och "slopestyle".

## Figurer
- Allegra Sauvagess (debut)
- Elise Riggs
- Griff Simmons (debut)
- Kaori Nishidake
- Mackenzie "Mac" Fraser
- Moby Jones
- Nate Logan (debut)
- Psymon Stark
- Viggo Rolig (debut)
- Zoe Payne